# Glossaire du droit des entreprises en difficulté en France
 (août 2025).
Motif : Est-il pertinent pour WP d'avoir cette sorte de guide pratique ?
- Archive Wikiwix
- Bing
- Cairn
- DuckDuckGo
- E. Universalis
- Gallica
- Google
- G. Books
- G. News
- G. Scholar
- Persée
- Qwant
- (zh) Baidu
- (ru) Yandex
- (wd) trouver des œuvres sur Wikidata

| 1. | Préciser le motif de la pose du bandeau. | Précisez le motif de la pose du bandeau en utilisant la syntaxe suivante : {{admissibilité à vérifier\|date=août 2025\|motif=remplacez ce texte par le motif}}                                                                  |
| 2. | Informer les utilisateurs concernés.     | Pensez à avertir le créateur de l'article, par exemple, en insérant le code ci-dessous sur sa page de discussion : {{subst:avertissement admissibilité à vérifier\|Glossaire du droit des entreprises en difficulté en France}} |

 (février 2025).
 (février 2025).
Si vous disposez d'ouvrages ou d'articles de référence ou si vous connaissez des sites web de qualité traitant du thème abordé ici, merci de compléter l'article en donnant les références utiles à sa vérifiabilité et en les liant à la section « Notes et références ».
Ce glossaire du "Droit des entreprises en difficulté" en France, regroupant les termes clés et concepts essentiels pour comprendre les procédures et mécanismes liés aux entreprises en situation de difficulté économique ou financière.
- Haut – A
- B
- C
- D
- E
- F
- G
- H
- I
- J
- K
- L
- M
- N
- O
- P
- Q
- R
- S
- T
- U
- V
- W
- X
- Y
- Z

## A
- Abus de biens sociaux : ou ABS, est un délit qui consiste, pour un dirigeant de société commerciale, à utiliser en connaissance de cause les biens, le crédit, les pouvoirs ou les voix de la société à des fins personnelles, directes ou indirectes.
- Action en comblement de passif : est une procédure qui permet à un créancier de demander à un tiers de contribuer financièrement à l'apurement du passif de l'entreprise en difficulté. Cette action est souvent utilisée lorsque des actes frauduleux, des fautes de gestion ou des opérations préjudiciables ont contribué à la situation de l'entreprise[1].
- Actulegales.fr : est un site web restituant l'ensemble des annonces légales sur la vie des entreprises françaises parues dans la presse habilitée depuis 2010.
- Administrateur judiciaire : est un auxiliaire de justice désigné par le tribunal lorsqu'une entreprise fait l’objet d’une procédure de redressement judiciaire ou d'une procédure de sauvegarde. Il est chargé de défendre les intérêts de la société, face au mandataire judiciaire, défenseur des intérêts des créanciers.
- Agence de garantie des salaires (AGS) : l'Association pour la gestion du régime de garantie des créances des salariés, est un organisme patronal créé en février 1974 en application de la loi no 73-1194 du 27 décembre 19731 « tendant à assurer, en cas de règlement judiciaire ou de liquidation des biens, le paiement des créances résultant du contrat de travail ».
- Activité principale exercée : code APE (pour activité principale exercée) est un code de cinq caractères (quatre chiffres et une lettre) attribué par l’Insee à toute entreprise et à chacun de ses établissements lors de son inscription au répertoire SIRENE. Il est aussi appelé code NAF.
- Alerte du commissaire aux comptes : le commissaire aux comptes est un professionnel indépendant chargé de certifier les comptes de l'entreprise. Lorsqu'il constate des faits de nature à compromettre la continuité de l'exploitation de l'entreprise, il en informe le dirigeant de l'entreprise et, si nécessaire, saisit le président du tribunal de commerce[2].
- Alerte par les représentants des salariés : les représentants des salariés peuvent saisir le président du tribunal de commerce lorsqu'ils constatent des difficultés économiques ou financières susceptibles de compromettre la continuité de l'entreprise[3].
- Alerte précoce par le Président du Tribunal de Commerce : est un mécanisme préventif visant à détecter en amont les difficultés des entreprises afin d'éviter une cessation des paiements et, si possible, de favoriser leur redressement[4].
- Assignation d'un créancier : pour les litiges entre commerçants ou concernant des actes de commerce, l'assignation d'un créancier vis-à-vis d'une société est une procédure judiciaire par laquelle un créancier (une personne ou une entité à qui la société doit de l'argent) saisit le tribunal de commerce pour contraindre la société à payer sa dette. Cette procédure est utilisée lorsque le créancier n'a pas réussi à obtenir le paiement de sa créance de manière amiable et souhaite faire valoir ses droits devant un juge[5].

- Haut – A
- B
- C
- D
- E
- F
- G
- H
- I
- J
- K
- L
- M
- N
- O
- P
- Q
- R
- S
- T
- U
- V
- W
- X
- Y
- Z

## B
- Banqueroute : En France, la banqueroute est une infraction (délit pénal), consistant pour un commerçant, artisan, agriculteur, dirigeant de société commerciale, en des faits de gestion frauduleuse alors qu'il est en état de cessation des paiements.
- Bulletin officiel des annonces civiles et commerciales : ou BODDAC, est une publication officielle éditée par la Direction de l'information légale et administrative (DILA), dans le cadre de sa mission de contribuer à la garantie de la transparence de la vie économique et financière.

- Haut – A
- B
- C
- D
- E
- F
- G
- H
- I
- J
- K
- L
- M
- N
- O
- P
- Q
- R
- S
- T
- U
- V
- W
- X
- Y
- Z

## C
- Cessation de paiements : correspond à un état d'illiquidité : l'impossibilité (momentanée) de faire face au passif exigible avec l'actif disponible, alors que la faillite correspond à un état d'insolvabilité : l'impossibilité (permanente) de faire face à tout le passif (échu et non échu) avec tout l'actif (disponible et illiquide).
- Clôture de la liquidation judiciaire : est l'acte judiciaire qui met fin à la procédure de liquidation judiciaire d'une entreprise.
- Comité des créanciers : est un organe composé des principaux créanciers de l'entreprise, chargé d'examiner les propositions de plan de sauvegarde ou de redressement et de donner un avis au tribunal[6].
- Créancier chirographaire : est un créancier simple, c'est-à-dire ne disposant d'aucune sûreté particulière.
- Créancier privilégié : un créancier du débiteur en difficulté bénéficiant d'une garantie ou d'une sûreté lui assurant, en cas de liquidation des actifs du débiteur, une priorité (un privilège) dans le paiement de sa créance par rapport aux autres créanciers.
- Conversion de la procédure : est un changement d'une procédure en une autre, par exemple le passage d'une sauvegarde à un redressement ou d'un redressement à une liquidation judiciaire[7].

- Haut – A
- B
- C
- D
- E
- F
- G
- H
- I
- J
- K
- L
- M
- N
- O
- P
- Q
- R
- S
- T
- U
- V
- W
- X
- Y
- Z

## D
- Déclaration de cessation des paiements : désigne l'acte par lequel une entreprise reconnaît officiellement qu'elle est dans l'incapacité de faire face à ses dettes exigibles avec les actifs disponibles.
- Dirigeants de droit : regroupe en principe ceux qui sont légalement et statutairement investis d'un pouvoir général de gestion[8].
- Dirigeants de fait : constitue un dirigeant de fait toute personne physique ou morale qui sans en avoir le titre, exerce la même activité qu'un dirigeant de droit avec la même indépendance et la même souveraineté, ce qui implique que le dirigeant de fait d'une part agit en lieu et place sous le couvert des dirigeants de droit, et d'autre part que la société ait la personnalité juridique.

- Haut – A
- B
- C
- D
- E
- F
- G
- H
- I
- J
- K
- L
- M
- N
- O
- P
- Q
- R
- S
- T
- U
- V
- W
- X
- Y
- Z

## E
- Les experts ou Commissaire-priseur : les commissaires-priseurs ou experts indépendants évaluent les actifs de l'entreprise en vue de leur vente.
- Experts-comptables : Les experts-comptables peuvent être mandatés, dans le cadre d'une procédure collective, pour analyser la situation financière de l'entreprise.

- Haut – A
- B
- C
- D
- E
- F
- G
- H
- I
- J
- K
- L
- M
- N
- O
- P
- Q
- R
- S
- T
- U
- V
- W
- X
- Y
- Z

## F
- Faillite personnelle : est une disposition qui vise, lorsqu'une entreprise est en redressement ou liquidation judiciaire, à sanctionner ses dirigeants lorsque ceux-ci ont commis des faits constitutifs de fautes de gestion (détournement d'actifs, paiement malgré cessation de paiements, poursuite abusive d'une exploitation déficitaire, comptabilité fictive, etc.) en leur interdisant de diriger ou gérer une entreprise.
- Faillite frauduleuse en droit français : une faillite est dite « frauduleuse » quand le « failli » se déclare en faillite tout en dissimulant à son profit et/ou au profit d’autres personnes une partie de l'actif, ou s'il est reconnu débiteur de sommes qu'il ne devait pas.

- Haut – A
- B
- C
- D
- E
- F
- G
- H
- I
- J
- K
- L
- M
- N
- O
- P
- Q
- R
- S
- T
- U
- V
- W
- X
- Y
- Z

## G
- Greffier du tribunal de commerce : est un travailleur indépendant qui remplit diverses fonctions au tribunal de commerce : assistance du tribunal de commerce, conservation des minutes et des archives, authentification et délivrance des copies, mission de publicité légale et de contrôle juridique, tenue du registre du commerce et des sociétés, conservation des sûretés mobilières, diffusion de l'information juridique et financière sur les entreprises.

## I
- Infogreffe : est un groupement d'intérêt économique, éditant depuis 1986 le service de diffusion de l'information légale et officielle sur les entreprises, notamment le Registre du commerce et des sociétés (RCS), à travers plusieurs canaux commerciaux, notamment un site web et des services commerciaux associés.
- Inventaire : l'inventaire est un document comptable qui recense l'ensemble des biens (actifs) et des dettes (passifs) d'une entreprise à une date donnée. Dans le cadre d'une entreprise en difficulté, l'inventaire est une étape clé pour évaluer la situation financière de l'entreprise et déterminer la valeur de ses actifs.

- Haut – A
- B
- C
- D
- E
- F
- G
- H
- I
- J
- K
- L
- M
- N
- O
- P
- Q
- R
- S
- T
- U
- V
- W
- X
- Y
- Z

## J
- Juge-commissaire : est un juge d'un tribunal de commerce, et exceptionnellement juge au tribunal de grande instance ou un juge chargé du service du tribunal d'instance du domicile du débiteur.

- Haut – A
- B
- C
- D
- E
- F
- G
- H
- I
- J
- K
- L
- M
- N
- O
- P
- Q
- R
- S
- T
- U
- V
- W
- X
- Y
- Z

## K
- Kbis : (ou K bis) est un document officiel attestant l'existence juridique d'une entreprise commerciale ou d'une société en France. L'« extrait Kbis » consiste en un extrait du registre du commerce et des sociétés (tenu par le greffe du tribunal de commerce) ; il est la seule « carte d'identité » officielle de l'entreprise ; unique document attestant officiellement de l'identité et de l'adresse de la personne (physique ou morale) immatriculée, de son activité, « ainsi que de l'existence ou non d'une procédure collective engagée à son encontre »

- Haut – A
- B
- C
- D
- E
- F
- G
- H
- I
- J
- K
- L
- M
- N
- O
- P
- Q
- R
- S
- T
- U
- V
- W
- X
- Y
- Z

## L
- Liquidation judiciaire : La liquidation d'une société est l'opération qui consiste par un tribunal à vendre les actifs d'une société en cessation des paiements, et de mettre fin à l'existence de cette société.
- Liquidateur judiciaire : est un mandataire judiciaire désigné par une autorité judiciaire qui peut être un Tribunal dans le cadre d'une liquidation judiciaire. Il est nommé par une décision de justice en remplacement des précédents dirigeants d'une entreprise.

- Haut – A
- B
- C
- D
- E
- F
- G
- H
- I
- J
- K
- L
- M
- N
- O
- P
- Q
- R
- S
- T
- U
- V
- W
- X
- Y
- Z

## M
- Mandataire judiciaire : est une personne nommée par le tribunal de commerce pour représenter les créanciers dont les salariés du personnel de l'entreprise, les fournisseurs, le Trésor Public, etc.

- Haut – A
- B
- C
- D
- E
- F
- G
- H
- I
- J
- K
- L
- M
- N
- O
- P
- Q
- R
- S
- T
- U
- V
- W
- X
- Y
- Z

## P
- Pappers : est un site web d'information légale, juridique et financière sur les entreprises françaises. Il agrège des informations issues des données ouvertes de l'Institut national de la propriété industrielle (INPI), de l'Institut national de la statistique et des études économiques (INSEE) et du Bulletin officiel des annonces civiles et commerciales (BODACC)
- Période d'observation : ou (PO), phase initiale d'une procédure collective (sauvegarde, redressement ou liquidation judiciaire) pendant laquelle l'entreprise est observée pour évaluer ses chances de redressement. Elle dure généralement entre 6 et 18 mois[9].
- Plan de cession : est un plan arrêté par le tribunal de commerce, dans le cadre d'un redressement ou d'une liquidation judiciaire, visant à céder tout ou partie de l'entreprise à un repreneur[10].
- Plan de sauvegarde de l'emploi : ou sous le sigle PSE, désigne un dispositif légal français visant à limiter les conséquences des licenciements collectif.
- Privilège de nouveau concours : est le droit reconnu aux créanciers de participer à la répartition des sommes issues de la vente des actifs de l'entreprise en liquidation judiciaire, après le paiement des créanciers privilégiés.
- Prisée : la prisée est l'évaluation des actifs de l'entreprise en vue de leur vente ou de leur cession. Elle consiste à estimer la valeur marchande des biens de l'entreprise, c'est-à-dire le prix auquel ils pourraient être vendus dans le cadre d'une procédure collective[11].
- Procédure collective : une procédure collective place sous contrôle judiciaire le fonctionnement d'une entreprise en difficulté.
- Procédure de sauvegarde : est une procédure collective qui protège les entreprises en difficulté en suspendant le paiement de dettes à l'ouverture de la procédure.
- Période suspecte : ou (PS), désigne une période de temps précédant l'ouverture d'une procédure collective (sauvegarde, redressement judiciaire ou liquidation judiciaire) pendant laquelle certaines opérations réalisées par l'entreprise peuvent être annulées ou remises en cause si elles sont considérées comme préjudiciables aux intérêts des créanciers[12].
- Publicité du jugement d'ouverture : la publicité du jugement d'ouverture en matière de procédure collective en France désigne l'ensemble des mesures légales visant à informer le public, les créanciers, les salariés et les partenaires de l'entreprise de l'ouverture d'une procédure collective (sauvegarde, redressement judiciaire ou liquidation judiciaire). Cette publicité est essentielle pour garantir la transparence de la procédure, permettre aux créanciers de déclarer leurs créances, et protéger les intérêts des parties prenantes[13].

- Haut – A
- B
- C
- D
- E
- F
- G
- H
- I
- J
- K
- L
- M
- N
- O
- P
- Q
- R
- S
- T
- U
- V
- W
- X
- Y
- Z

## R
- Redressement judiciaire : est une procédure collective dans laquelle sont placés un commerçant, une profession libérale ou une entreprise lorsqu'ils sont en cessation de paiements et tant qu'un redressement de l'activité est envisageable.
- Registre du commerce et des sociétés (France) : ou en abrégé (RCS), est un registre qui  qui centralise un certain nombre d'informations légales sur les entreprises françaises et qui permet d'informer des tiers, permettant ainsi d'assurer la sécurité du monde des affaires.
- Réouverture d'une liquidation judiciaire : est une procédure exceptionnelle qui permet de rouvrir une liquidation judiciaire qui avait été clôturée, afin de poursuivre ou de compléter les opérations de liquidation. Elle est possible en cas de découverte de nouveaux actifs  existants ou de nouvelles créances existantes au moment du prononcé de la liquidation judiciaire.
- Représentants des salariés dans une procédure de liquidation judiciaire : les salariés de l'entreprise faisant l'objet d'une procédure de liquidation judiciaire sont représentés par plusieurs instances ou personnes, qui veillent à la défense de leurs intérêts tout au long de la procédure.
- Requête de liquidation judiciaire : est une demande écrite adressée au tribunal de commerce pour qu'il ouvre une procédure de liquidation judiciaire à l'encontre d'une entreprise en difficulté. Cette demande est généralement présentée par le dirigeant de l'entreprise (dans un délai de 45 jours à compter de la cessation des paiements) ou par un ou plusieurs créanciers de l'entreprise ou par le procureur de la République (dans certains cas spécifiques).
- Rupture conventionnelle collective : ou (RCC) est un accord collectif conduisant à une rupture du contrat de travail.

- Haut – A
- B
- C
- D
- E
- F
- G
- H
- I
- J
- K
- L
- M
- N
- O
- P
- Q
- R
- S
- T
- U
- V
- W
- X
- Y
- Z

## S
- Sauvegarde financière accélérée : ou SFA, est une procédure introduite en 2023 dans le droit français des entreprises en difficulté. Elle vise à offrir une solution rapide et simplifiée pour les entreprises confrontées à des difficultés financières, en leur permettant de restructurer leur dette de manière accélérée, tout en évitant une procédure collective plus lourde comme le redressement judiciaire ou la liquidation judiciaire[14].
- Sommes superprivilégiées : elles ne sont pas formellement définies dans le Code de commerce ou d'autres textes législatifs, mais il est couramment utilisé dans la pratique et la doctrine juridique pour désigner ces créances prioritaires. Elles d'un rang de priorité supérieur à celui des créances privilégiées classiques. Elles sont payées en priorité absolue dans le cadre d'une procédure collective, avant même les créances privilégiées (comme celles des créanciers munis de sûretés, par exemple).
- Système d'identification du répertoire des entreprises : ou numéro SIREN est un code Insee unique qui sert à identifier une entreprise, un organisme public ou privé, une personne physique ayant une activité économique indépendante non salariée ou une association ayant des activités en France.

- Haut – A
- B
- C
- D
- E
- F
- G
- H
- I
- J
- K
- L
- M
- N
- O
- P
- Q
- R
- S
- T
- U
- V
- W
- X
- Y
- Z

## T
- Tribunal de commerce :  est une juridiction de premier degré composée de juges élus et d'un greffier. Il est chargé de régler les litiges entre commerçants et de gérer les procédures collectives.

- Haut – A
- B
- C
- D
- E
- F
- G
- H
- I
- J
- K
- L
- M
- N
- O
- P
- Q
- R
- S
- T
- U
- V
- W
- X
- Y
- Z

## Z
- Haut – A
- B
- C
- D
- E
- F
- G
- H
- I
- J
- K
- L
- M
- N
- O
- P
- Q
- R
- S
- T
- U
- V
- W
- X
- Y
- Z